# Фортечний тупик
Форте́чний тупи́к — вулиця в Печерському районі міста Києва, місцевість Саперне поле. Пролягає від вулиці Іоанна Павла II до кінця забудови.
Прилучається Новопечерський провулок.

## Історія
Вулицю було прокладено в середині XX століття, перша назва — Нова вулиця. З 1955 року — Тверський тупик.
До кінця 1970-х років простягався до валу Нової Печерської фортеці. Згодом крізь вал «прорізано» проїзд до вулиці Щорса (тепер вулиця Євгена Коновальця), після чого назва «тупик» стала номінальною.
Сучасна назва — з 2022 року.

## Зображення

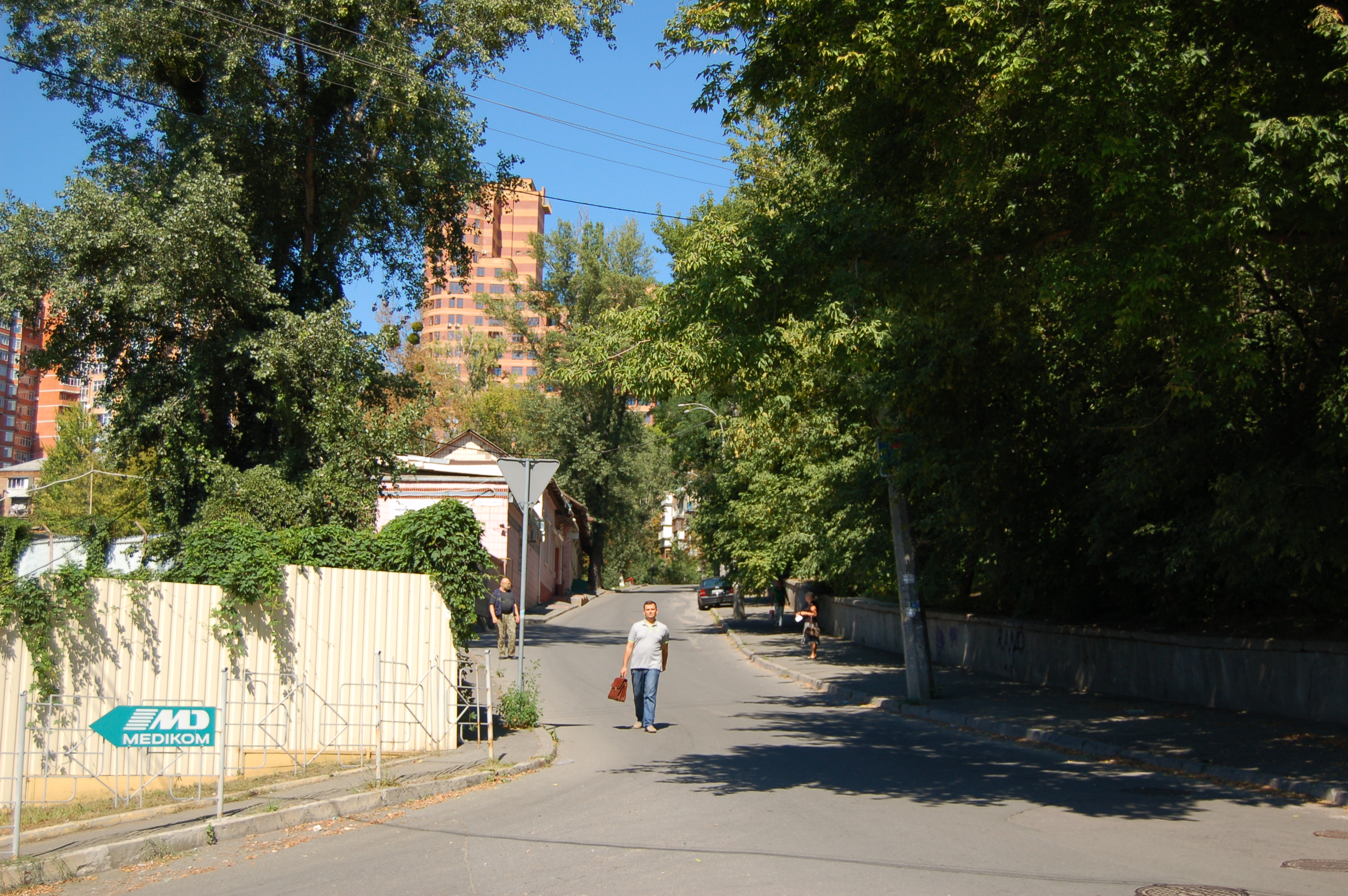
Перехрестя з Новопечерським провулокм
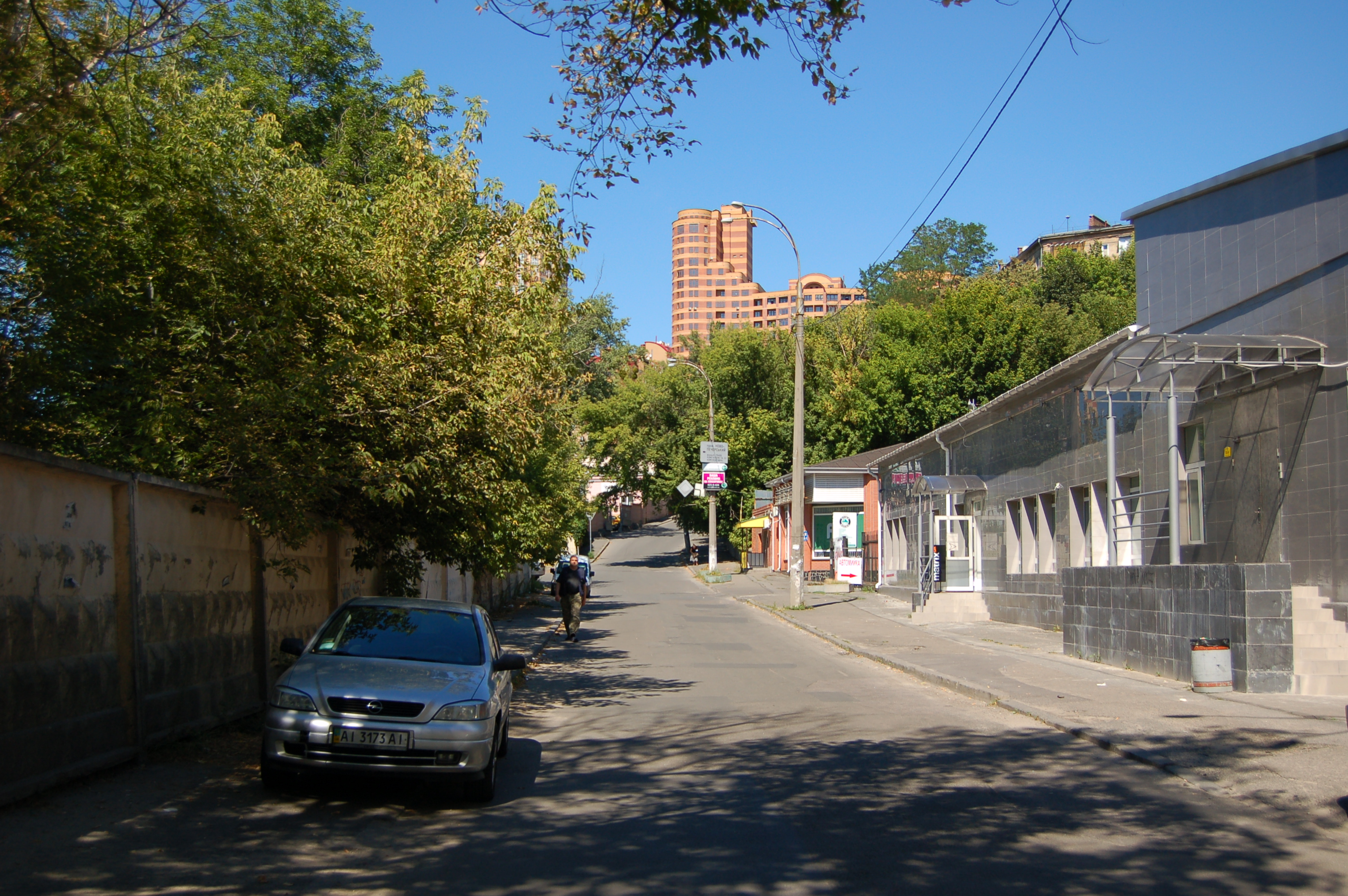
Кінцева частина вулиці